# The Fania All-Stars
The Fania All-Stars is een (voormalige) salsaband uit New York, die in 1968 werd opgericht met de bekendste muzikanten van Fania Records, dat toendertijd het toonaangevende platenlabel was voor salsa.

## Achtergrond
In 1964 werd Fania Records in New York opgericht door de Italo-Amerikaanse advocaat Jerry Masucci, met een voorliefde voor Cubaanse muziek, en Johnny Pacheco, een fluitist, percussionist en bandleider, geboren in de Dominicaanse Republiek maar opgegroeid in de South Bronx, die een gelijkgestemde muzieksmaak hadden. Masucci kocht later zijn partner Pacheco uit bij de Fania Entertainment Group, Ltd. en was de enige eigenaar tot aan zijn dood in december 1997.
Gedurende de eerste jaren verspreidde Fania zijn platen in New York. Uiteindelijk zou het succes van Pacheco's Cañonazo-opname ertoe leiden dat het label zijn selectie zou ontwikkelen. Masucci en Pacheco, nu respectievelijk uitvoerend onderhandelaar en muzikaal leider, begonnen muzikanten als Bobby Valentín, Larry Harlow en Ray Barretto te werven.
In 1968 richtte Pacheco de Fania All-Stars op met een bezetting van wisselende muzikanten en werden er concerten gegeven als showcase voor de vele vocalisten die bij het label onder contract stonden. In de tweede helft van de jaren 1970 werd daarbij ook samengewerkt met popartiesten als Steve Winwood en haalde het nummer Ella Fue (She Was The One) de hitlijsten. Begin de jaren 1980 liepen de hoogtijdagen van de salsa op hun einde, mede door de opkomst van enerzijds salsa romántica (veelal bewerkingen van top 40-ballads) en anderzijds Dominicaanse merengue en Engelstalige latin pop van artiesten als Gloria Estefan. Fania stopte in 1989 met het uitbrengen van nieuwe studioalbums, de nog levende All-Stars gingen door met optreden tot aan de coronacrisis. Jerry Masucci overleed in 1997, Pacheco en pianist/bandleider Larry Harlow volgden in 2021.

## Successen
In 1968 creëerde Fania Records een continu draaiende bezetting van entertainers, bekend als de Fania All-Stars. Ze werden destijds beschouwd als enkele van de beste Latin Music-artiesten ter wereld. De oorspronkelijke bezetting bestond uit:
- Bandleiders: Ray Barretto, Joe Bataan, Willie Colon, Larry Harlow, Monguito, Johnny Pacheco, Louie Ramirez, Ralph Robles, Mongo Santamaria en Bobby Valentin.
- Zangers: Héctor Lavoe, Adalberto Santiago, Pete 'El Conde' Rodríguez en Ismael Miranda.
- Andere muzikanten: La La, Ray Maldonado, Ralph Marzan, Orestes Vilató, Roberto Rodriguez, Jose Rodriguez en Barry Rogers.
- Speciale gasten: Tito Puente, Eddie Palmieri, Ricardo Ray en Jimmy Sabater.

Ze namen Live At The Red Garter, Volumes 1 en 2 op met deze oorspronkelijke bezetting. In 1971 namen ze Fania All-Stars: Live At The Cheetah, Volumes 1 en 2 op. Het vertoonde de hele All-Star-familie die optrad voor een groot publiek in de Cheetah Lounge in New York.
Na uitverkochte concerten in Puerto Rico, Chicago en Panama, begonnen de All-Stars op 24 augustus 1973 aan hun eerste optreden in het Yankee Stadium in New York. The Stars traden op voor meer dan 40.000 toeschouwers tijdens een concert met Ray Barretto, Willie Colón, Edwin Tito Asencio, Rubén Blades, Larry Harlow, Johnny Pacheco, Roberto Roena, Pellín Rodríguez, Bobby Valentín en Jorge Santana (jongere broer van Carlos Santana), Celia Cruz, Héctor Lavoe, Cheo Feliciano, Ismael Miranda, Justo Betancourt, Ismael Quintana, Pete 'El Conde' Rodríguez, Bobby Cruz en Santos Colón. Live at Yankee Stadium werd opgenomen in de tweede set van 50 opnames in het Amerikaanse National Recording Registry, waardoor de All-Stars cultureel, historisch en esthetisch significant werden genoemd.
In 1974 traden de All Stars op in Zaïre in Afrika, in het Stade du 20 mai met 80.000 zitplaatsen in Kinshasa. Dit werd op film vastgelegd en uitgebracht als Live in Africa (Salsa Madness in het VK). Deze Zaïrese verschijning vond plaats samen met James Brown en anderen op een muziekfestival dat werd gehouden in combinatie met het zwaargewicht titelgevecht van Muhammad Ali/George Foreman. Beelden van de voorstelling zijn opgenomen in de documentaire Soul Power uit 2008.
Om een bredere markt voor salsa te bereiken, sloot Fania een deal met Columbia Records in de Verenigde Staten voor een reeks crossover-albums van de All-Stars, te beginnen met Delicate & Jumpy (1976), waarin Steve Winwood zich verenigde met de All-Stars Pacheco, Valentin, Barreto en Roena. In hetzelfde jaar maakten de Fania All-Stars hun enige optreden in het Verenigd Koninkrijk, in de Lyceum Ballroom in Londen, met Winwood als gast.
In 1977 volgde Spanish Fever; het op single uitgebrachte Ella Fue (She Was The One) werd een jaar later de enige Nederlandse hit die de All-Stars zouden scoren.
In 1978 brachten de All-Stars Live uit, opgenomen in concert op 11 juli 1975 in het Roberto Clemente Coliseum in San Juan. In 1979 reisden ze naar Havana in Cuba, om deel te nemen aan het Havana Jam-festival dat tussen 2 en 4 maart plaatsvond, samen met Rita Coolidge, Kris Kristofferson, Stephen Stills, de CBS Jazz All-Stars, Trio of Doom, Billy Swan, Bonnie Bramlett, Weather Report en Billy Joel, plus Cubaanse artiesten als Irakere, Pacho Alonso, Tata Güines en het Orquesta Aragón. Hun optreden is vastgelegd in de documentaire Havana Jam '79 van Ernesto Juan Castellanos. In hetzelfde jaar brachten de All-Stars Crossover en Havana Jam uit bij Fania, die afkomstig waren van een concert opgenomen in Havana op 2 maart.

## Nalatenschap
In mei 2007 werd Ruben Blades aangeklaagd door zijn voormalige bandlid Willie Colón wegens contractbreuk. Dit leidde tot een reeks processen en tegenprocessen die meer dan vijf jaar duurden. Het boek Decisiones waarin het inside-verhaal van deze juridische strijd wordt beschreven, is geschreven door de voormalige agent Robert J. Morgalo van Blades en in 2016 gepubliceerd op de Engelse en Spaanse website. De gerechtelijke documenten zijn daar te lezen en volledige transcripties van verklaringen en rechterlijke uitspraken zijn daar te zien.
In 2008 vierde Cheo Feliciano zijn 50 jaar in de muziekindustrie door een concert te geven in Madison Square Garden, waar de toenmalige burgemeester Bloomberg van New York 20 juli uitriep tot Cheo Feliciano Day in New York.
In 2009, werd de historische documentaire Latin Music USA getoond bij PBS TV, die een aflevering bevatte over de Fania All-Stars, hun evolutie, carrière en latere ondergang. Ook in 2009 keerden de All-Stars terug op het podium en openden ze Carlos Santana's wereldtournee in Bogotá, Colombia. De presentatie veroorzaakte echter gemengde gevoelens binnen de salsakring, vooral omdat ze door de organisatoren van het concert als tweederangs werden behandeld.
In maart 2011 en vervolgens in november 2012 trad een beperkte selectie van de All-Stars op in Lima, Peru. Een ding om op te merken over de uitvoering van 2012 is de terugkeer van Ruben Blades. Ismael Quintana was echter niet aanwezig in de presentatie van november 2012, evenals Yomo Toro (Yomo overleed in 2012). In oktober 2013 werd een nieuwe, complete selectie van de All-Stars gepresenteerd in San Juan (Puerto Rico), ter gelegenheid van de 40e verjaardag van hun eerste presentatie in San Juan. Deze selectie omvatte de terugkeer van Orestes Vilato en Luigi Texidor, evenals de deelname van Andy Montañez, Cita Rodriguez (Pete's dochter) en Willie Colón. Dit was de laatste presentatie van Cheo Feliciano met de All-Stars voordat hij overleed bij een auto-ongeluk in april 2014 in San Juan, Puerto Rico. In 2015 werden de Fania All-Stars gekozen om ASCAPs ere Latin Heritage Award te ontvangen. De All-Stars zouden op 24 augustus presenteren in Central Park, New York als onderdeel van de afsluiting van het 50-jarig jubileum van het legendarische Fania Records-label.
In 2019 werden veel van de klassieke Fania-platen opnieuw op vinyl uitgebracht als onderdeel van de hernieuwde belangstelling voor het vinylplatenformaat.

## Muzikanten
De muzikanten die als leden of gasten in de band hadden gespeeld, waren: Ray Barretto, Joe Bataan, Justo Betancourt, Rubén Blades, Santitos Santos Colon, Willie Colón, Bobby Cruz, Celia Cruz, Manu Dibango, Cheo Feliciano, Larry Harlow, Renaldo Jorge, Héctor Lavoe, Oscar D'Léon, Papo Lucca, Jose Mangual jr., Nicky Marrero, Ismael Miranda, Andy Montañez, Luis "Perico" Ortiz, Johnny Pacheco, Eddie Palmieri, Victor Paz, Tito Puente, Louie Ramírez, Ricardo Richie Ray, Ismael Rivera, Ralph Robles, Barry Rodgers, Bobby Rodriguez, Pete "El Conde" Rodriguez, Roberto Roena, Willy Rosario, Jimmy Sabater, Ramon Mongo Santamaría, Jorge Santana, Adalberto Santiago, Larry Spencer, Yomo Toro, Bobby Valentin, Papo Vázquez, Orestes Vilato, Hector "Bomberito" Zarzuela en Tito Allen.

## Discografie

### Livealbums
- 1968: Live at the Red Garter, Vol. 1 (Fania)
- 1969: Live at the Red Garter, Vol. 2 (Fania)
- 1972: Live at the Cheetah, Vol. 1 (Fania)
- 1972: Live at the Cheetah, Vol. 2 (Fania)
- 1974: Latin-Soul-Rock (Fania)
- 1975: Fania All-Stars (Island)
- 1976: Live at Yankee Stadium, Vol. 1 (Fania)
- 1976: Live at Yankee Stadium, Vol. 2 (Fania)
- 1978: Live (Fania)
- 1979: Habana Jam (Fania)
- 1986: Fania All-Stars in Japan (Fania)
- 1986: Live in Africa (Fania)

### Studioalbums
- 1976: A Tribute to Tito Rodriguez (Fania)
- 1976: Delicate and Jumpy (Columbia Records)
- 1977: Rhythm Machine (Columbia Records)
- 1978: Spanish Fever (CBS Records)
- 1979: Cross Over (CBS Records)
- 1980: California Jam (Musica Latina)
- 1980: Commitment (FNA)
- 1981: Latin Connection (Fania)
- 1981: Social Change (Fania)
- 1984: Lo que pide la gente (StyllaPhone)
- 1986: Viva la charanga (Sterns)
- 1988: Bamboleo (Caliente)
- 1988: Latin Jazz Fusion (Charly)
- 1989: Guasasa (Fania)
- 1997: Bravo 97 (Sony International)

### DVD
- ????: Our Latin Thing
- 1974: Salsa (Fania)
- 1993: In Africa (Fania)
- 1995: Live (Fania)